# سييرا دي غوادالوبي (محطة مترو أنفاق مدريد)
سييرا دي غوادالوبي (بالإسبانية: Sierra de Guadalupe)‏ هي محطة مترو أنفاق في مدريد في إسبانيا، تقع على الخط رقم 1.